# 喜瑪拉雅狼
喜馬拉雅狼（學名：Canis lupus chanco）是一種具爭議的犬屬分類。根據它的遺傳標記，其線粒體DNA顯示它的遺傳基群是北極灰狼，而在遺傳上則與藏狼相同。喜瑪拉雅狼與非洲金狼（Canis lupaster）間也有關聯。在喜瑪拉雅狼和藏狼的狼之間並沒有明顯的形態差異。喜馬拉雅狼生活在喜馬拉雅山的拉達克、青藏高原和中亞高地。它們主要在海拔4000米以上。喜瑪拉雅狼已經適應了低氧環境，而其他狼只發現在低海拔地區。

## 特徵

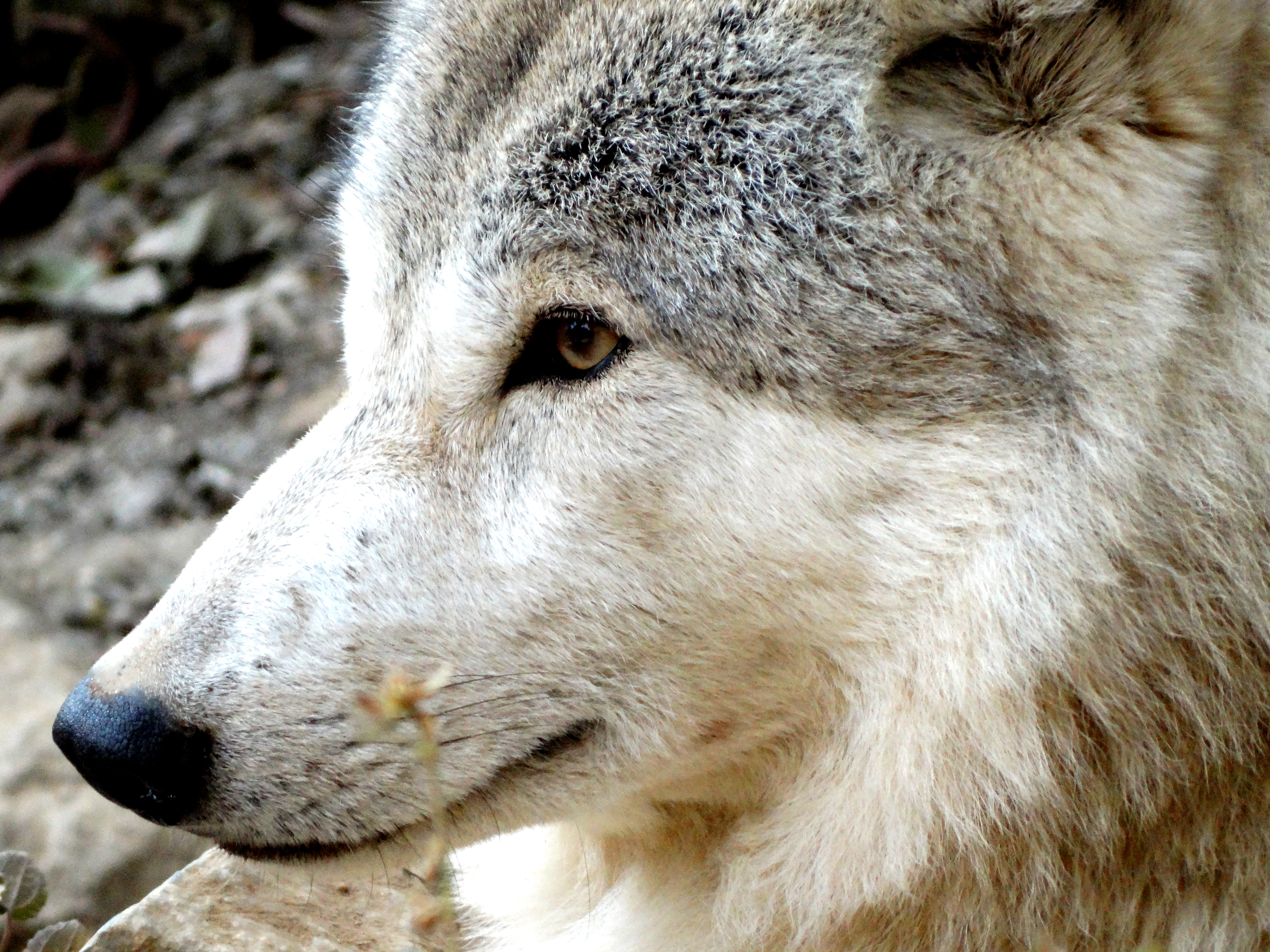
喜瑪拉雅狼

喜馬拉雅狼有厚厚的皮毛，背部和尾巴呈暗褐色，面部、腹部和四肢呈黃白色。它長約110厘米（45英寸），肩高76厘米（30英寸）。比伊朗狼大。口吻、眼睛下方、上臉頰和耳朵上都有緊密排列的黑色斑點。重大約35（77磅）。
喜馬拉雅狼的心臟能承受高海拔地區的低氧水平，使它的心臟跳動的基因RYR2為其原因。

## 生活習慣
喜馬拉雅狼是群居動物，一群狼的數量大約為6至8隻。一些喜馬拉雅狼的棲息範圍與印度狼重疊。然而，兩者似乎很少發生衝突。
喜瑪拉雅狼通常在晚上捕獵，主要捕捉中小型動物。主要為齧齒動物和兔子，有時也會捕捉大型動物。其中包括岩羊、藏羚羊、喜馬拉雅旱獺等。